# شامبانيا لا ريفيير
شامبانيا لا ريفيير (بالفرنسية: Champagnac-la-Rivière)‏ هي بلدية في مقاطعة فيين العليا في منطقة أقطانية الجديدة غرب فرنسا.